# Rodd Point, New South Wales
Rodd Point este o suburbie în Sydney, Australia.